# Цицваре (Скрадин)
Цицваре су насељено мјесто у Далмацији. Припадају граду Скрадину у Шибенско-книнској жупанији, Република Хрватска.

## Географија
Налазе се између Скрадина и Бенковца.

## Историја
Цицваре су се од распада Југославије до августа 1995. године налазиле у Републици Српској Крајини. До територијалне реорганизације у Хрватској насеље се налазило у саставу бивше велике општине Шибеник.

## Становништво
Према попису из 1991. године, Цицваре су имале 91 становника, од чега 74 Србина, 11 Хрвата, 5 Југословена и 1 осталог. Према попису становништва из 2001. године, Цицваре су имале 14 становника. Цицваре су према попису становништва из 2011. године имале 18 становника.
| Националност       | 1991. | 1981. | 1971. | 1961. |
| Срби               | 74    | 49    | 85    | 97    |
| Хрвати             | 11    | 5     | 10    | 9     |
| Југословени        | 5     | 34    | 11    |       |
| остали и непознато | 1     | 14    | 1     |       |
| Укупно             | 91    | 102   | 107   | 106   |

| Демографија | Демографија | Демографија |
| Година      | Становника  | Становника  |
| ----------- | ----------- | ----------- |
| 1961.       | 106         |             |
| 1971.       | 107         |             |
| 1981.       | 102         |             |
| 1991.       | 91          |             |
| 2001.       | 14          |             |
| 2011.       |             | 18          |

### Презимена
- Булаја — Православци, славе Св. Николу
- Гаџић — Православци, славе Св. Николу
- Купура — Православци, славе Св. Стефана
- Мандић — Православци, славе Св. Јована
- Ћакић — Православци, славе Св. Николу
- Цицвара — Римокатолици